# آرام خاچاطریان (دولتمرد)
آرام مائیسی خاچاطریان (ارمنی: Արամ Մայիսի Խաչատրյան؛ زادهٔ ۶ ژوئیهٔ ۱۹۷۸) یک فرد نظامی و سیاستمدار اهل ارمنستان است که از تاریخ ۱۷ دسامبر ۲۰۲۰ تا تاریخ سمت ۳ ژانویه ۲۰۲۴ سمت استاندار استان لوری و پیشتر از تاریخ ۱۴ ژانویه ۲۰۱۹ تا تاریخ ۱۷ دسامبر ۲۰۲۰ سمت نمایندگی دوره هفتم مجلس ملی جمهوری ارمنستان را برعهده داشت.

## زندگی‌نامه
در ۶ ژوئیهٔ ۱۹۷۸ در وانادزور به دنیا آمد و از دانشگاه نظامی وازگن سارگسیان فارغ‌التحصیل شد. 